# 慶雲 (道光進士)
慶雲（1801年6月17日—1870年5月26日），字書五，号子青，杭阿坦氏，漢姓趙氏，蒙古镶白旗人，京口驻防（今江苏省镇江市）。道光壬午科舉人(1822年)，戊戌科進士(1838年)。

## 生平
庆云天资聪颖，资性过人。幼年随父在塾中学习，稍大即跟从长兄庆安学习。十七岁参加镇江府童生考试名列第一，因为其父过世而作罢。道光元年(1821)入镇江府学，是年秋长兄庆安得中举人，而庆云却未中。然而两位主考官汤金钊、熊遇泰极其欣赏庆云，收为弟子。
道光二年(1822)庆云乡试中举，道光十八年(1838)又进士及第。欽點即用知縣，籤分江西，署東鄉縣知縣，道光二十三年(1843)題補吉安府永豐縣知縣，道光二十五年(1845)調補南昌府南昌縣知縣，道光二十八年(1848)升寧都直隷州知州，道光二十九年(1849)巳酉科江西鄉試監試官，道光三十年(1850)授江西鹽法道兼巡瑞袁臨兵備道。咸丰八年(1858)庆云长子国澍任职四川知县，遂入川就养。同治九年四月二十六日(1870年5月26日)卒于四川华阳县，时年七十岁。
庆云素有学识，在他署理南昌县知县时参与编写《南昌县志》三十六卷。诰封中宪大夫，晉封资政大夫。
属蒙古旗人科举世家，一门七进士。

## 家庭成员
- 曾祖花鼐；
- 祖父寶山；
- 父伍永額，根据《京口八旗志》记载他精卜筮遁甲术，经常在市集摆摊占卜，其子曾经想学这种占卜术，但被拒绝，死后他的儿子感觉到大痛，翻开他的手记，里面竟然精准的记载了他自己的死亡日期，大家都觉得很神奇。[3]母巴哩克氏。
- 胞兄庆安，道光丙戌科进士(1826年)，欽點即用知縣，籤分河南，同知銜題補南陽府唐縣知縣，署開封府理事同知；
- 胞姊杭阿坦氏，嫁正蓝旗蒙古、佐领墨赫特氏赫成額。其子护理京口驻防副都统文光。孙女文氏，嫁京口驻防镶白旗蒙古、同治十三年（1874年）甲戌科进士巴哩克氏延清。
- 妻赫什腾氏；
- 长子国澍，四川新宁县（今四川开江县）知县，殉难。
- 六子國炳，光绪丁丑科进士(1877年)，翰林院编修、內閣侍讀學士；
- 七子國裕，光绪八年壬午科进士，光绪帝师翁同龢侄孙婿[4][5]；
- 子国璋，知府銜候補直隷州知州，历任四川隆昌县、江津县、巴县知县，有政声。
- 侄孙承勳，光绪壬辰科进士(1892年)，籤分廣東即補知縣，署肇慶府開平縣知縣[6]；
- 侄曾孙豐和，光绪乙未科进士(1895年)，吏部主事、江西截取知縣，署廣信府弋陽縣知縣[7][8]。妻陶唐郡氏，其父内务府镶黄旗汉军、四川黔江縣知县刘氏愉曾，祖父江西饒州府知府豫鼎，曾祖伯嘉慶十四年（1809年）己巳恩科进士敏惪。
- 侄曾孙延昌，光绪癸卯科进士(1903年)，欽點翰林院庶吉士、內閣侍讀學士[9]。